# Caso terminativo
En morfología, el caso terminativo es un caso gramatical que indica el lugar donde o momento cuando algo termina. En castellano se suele traducir mediante la preposición "hasta". Los siguientes ejemplos son de estonio. En esta lengua, el terminativo se indica con el sufijo '-ni'. Por ejemplo: 
- jõeni: «hasta el río» / «tan lejos como el río»
- kella kuueni: «hasta las seis en punto»

- Datos: Q747019